# بانکوک آرنا
بانکوک آرنا، ( تایلندی: บางกอกอารีนา ،تلفظ bāːŋ.kɔ̀ːk ʔāː.rīː.nâː) که قبلاً آرنا فوتسال بانکوک نام داشت ( บางกอกฟุตซอลอารีนา، یک سالن سرپوشیده است که در منطقه نونگ چوک بانکوک ، تایلند واقع شده است. گنجایش سالن ۱۲۰۰۰ تماشاگر است و قرار بود ساخت سالن در سال ۲۰۱۲ برای جام جهانی به پایان برسد اما به دلیل سیل سال ۲۰۱۱ ساخت و ساز به موقع به پایان نرسید. آرنا سرانجام در سال ۲۰۱۵ افتتاح شد.  کاربردهای مورد انتظار شامل کنسرت ، بسکتبال ، فوتسال و والیبال است.  